# 李慧詩
李 慧詩（り けいし、レイ・ワイシー、Lee Wai Sze、1987年5月12日 - ）は、香港の女子自転車競技（トラックレース）選手。
2012年ロンドンオリンピックの開会式では香港選手団の旗手を務めた。

## 来歴
2009年
- 第29回アジア自転車競技選手権大会
  -  500mタイムトライアル(500mTT) 2位

2010年
- 第30回アジア自転車競技選手権大会
  - 500mTT 2位
  - スプリント 3位
  - チームスプリント 3位
- 2010年アジア競技大会における自転車競技
  - 500mTT 優勝（33秒945のアジア記録）
  - スプリント 3位

2011年
- 第31回アジア自転車競技選手権大会
  - 500mTT 優勝
  - チームスプリント 2位
  - スプリント 3位

2012年
- 第32回アジア自転車競技選手権大会
  - 500mTT 優勝
  - スプリント 優勝
- ロンドンオリンピック  ケイリン 3位

2013年
- 世界選手権自転車競技大会トラックレース
  -  500mTT 優勝
  - スプリント 3位
- UCIトラックワールドカップ2012-2013
  - スプリント 優勝（サンティアゴ・デ・カリにて）
- 第33回アジア自転車競技選手権大会
  - 500mTT 優勝
  - ケイリン 優勝

2014年
- 第34回アジア自転車競技選手権大会
  - 500mTT 優勝
  - ケイリン 優勝
- 2014年アジア競技大会における自転車競技
  - ケイリン 優勝
  - スプリント 優勝
- 香港インターナショナルトラックカップ
  - 500mTT 優勝

2015年
- 第35回アジア自転車競技選手権大会
  - スプリント 優勝
  - 500mTT 優勝
- メルボルンカップ大会
  - ケイリン 優勝
  - スプリント 優勝
- 南オーストラリアグランプリ
  - スプリント 優勝
- Super Drome Trophy
  - ケイリン 優勝
  - スプリント 優勝

2016年
- 第36回アジア自転車競技選手権大会
  - ケイリン 優勝
- ITS Melbourne DISC Grand Prix
  - ケイリン 優勝
  - スプリント 優勝
- ITS Melbourne Grand Prix
  - ケイリン 優勝
  - スプリント 優勝
- 10月に短期登録選手として日本のガールズケイリンに出走。JKAによる登録名はリケイシ。4開催12戦出走中3開催優勝で11勝。

2017年
- 第37回アジア自転車競技選手権大会
  - ケイリン 優勝
  - スプリント 優勝
  - 500mTT 優勝

2019年
- 世界選手権自転車競技大会トラックレース
  -  スプリント 優勝
  -  ケイリン 優勝

2021年
- 東京オリンピック  スプリント 3位